# Distrikt Akkar

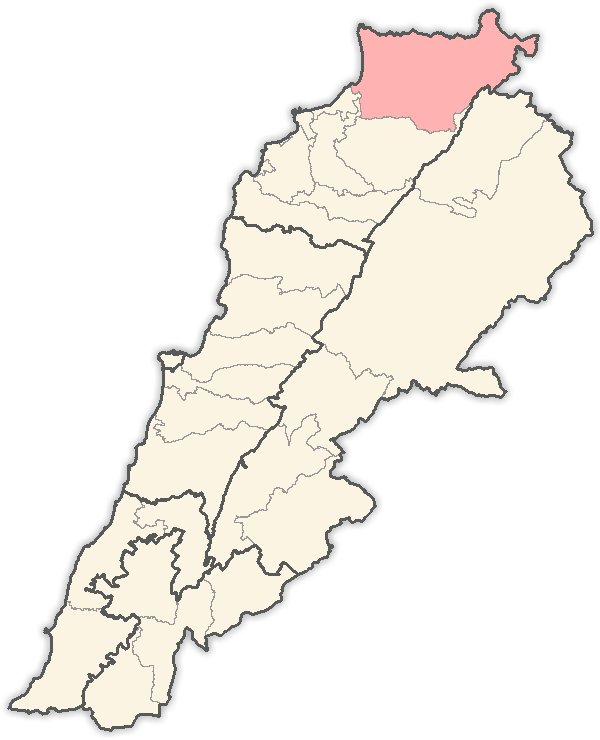
Lage des Distrikts Akkar in Libanon

Der Distrikt Akkar (arabisch قضاء عكار, DMG Qaḍāʾ ʿAkkār) ist der einzige Distrikt im gleichnamigen Gouvernement, der sich durch eine relativ große Küstenebene im Westen und hohe Berge im Osten auszeichnet. Halba ist der Verwaltungssitz des Distrikts, die größte Stadt ist jedoch Bebnin. Der Distrikt hat etwa 200.000 Einwohner, seine Fläche beläuft sich auf 788 km².
Im Distrikt Akkar befinden sich einige wichtige archäologische Ausgrabungsstätten. Eine der bekanntesten davon ist der Geburtsort von Severus Alexander in der Nähe der Stadt Miniara. Auch die Ortschaft Mish Mish liegt innerhalb des Distrikts Akkar.
Koordinaten: 34° 33′ N, 36° 5′ O